# Fraunhofer-Institut für Verfahrenstechnik und Verpackung
Das Fraunhofer-Institut für Verfahrenstechnik und Verpackung (IVV) ist Teil der Fraunhofer-Gesellschaft und hat die Schwerpunkte angewandten Forschung und Entwicklung im Bereich Lebensmittel- und Verpackungstechnologie. Der Sitz ist in Freising. Weitere Institutsteile befinden sich in Dresden, Kempten, Brasilien und Südkorea.
In den Geschäftsfeldern Lebensmittel, Verpackung, Produktwirkung, Verarbeitungsmaschinen sowie Recycling und Umwelt entwickelt das Fraunhofer IVV neue Produkte und Verfahren.

## Zahlen
- Mitarbeiter gesamt: 298
- Wissenschaftler und Ingenieure: 133
- Doktoranden: 47
- Betriebshaushalt: 23,9 Mio. €
- Institutionelle Förderung: 4,3 Mio. €
- Interne Programme:  0,8 Mio. €
- Externe Erträge: 19,6 Mio. €

## Geschichte
1941 wurde das Institut für Lebensmittelforschung in München und ein Förderverein als Träger für das Institut durch 7 Unternehmen, der heutigen Industrievereinigung für Lebensmitteltechnologie und Verpackung IVLV e.V., gegründet. Im Laufe seines Bestehens wurde das Institut umbenannt in Institut für Lebensmitteltechnologie mit Anbindung an die Technische Universität München. 1972 erfolgte die Eingliederung in die Fraunhofer-Gesellschaft als Institut für Lebensmitteltechnologie und Verpackung. Durch das Hinzukommen weiterer Schwerpunkte erhielt das Institut 1998 seinen heutigen Namen Fraunhofer-Institut für Verfahrenstechnik und Verpackung IVV.

## Aktuelle Forschungs- und Entwicklungsschwerpunkte
- Verfahrensentwicklung pflanzliche Rohstoffe
- Verfahrensentwicklung Lebensmittel
- Qualitätserhalt Lebensmittel
- Analytische Sensorik
- Produktsicherheit und Analytik
- Materialentwicklung
- Maschinenentwicklung und Prozessgestaltung
- Verfahrensentwicklung Polymer-Recycling

## Wichtige Auszeichnungen
- Auszeichnung für Recyclingkonzept von HDPE-Milchflaschen „The Plastics Industry Awards 2007“ – Kategorie „Best Environmental or Energy Efficiency Programme“
- Fraunhofer-Preis 2007 für fettarme Fitnesswurst
- Kurt-Täufel-Preis 2010 für wegweisende Arbeiten zur chemischen Charakterisierung und physiologischen Wirkung von Geruchsstoffen
- Fraunhofer-Preis 2011 für Photovoltaik von der Rolle
- Deutscher Rohstoffeffizienz-Preis 2011 für ein Projektkonsortium unter Leitung des Fraunhofer IVV für die Entwicklung eines ölfreien Schmierstoffes auf Polymerbasis zum Einsatz in der Metallverarbeitung.
- FERCHAU-Innovationspreis und Sience2Business-Award 2013 für ein Verfahren zur Herstellung von pflanzlichem Fleischersatz
- Deutscher Zukunftspreis 2014 für die Entwicklung eines Verfahrens, mit dem Bitterstoffe und störende Aromen aus Lupinensamen entfernt werden können und Lupinenproteine als Ersatz für Micheiweiß dienen.
- DIN-Innovationspreis 2015 für die Entwicklung eines standardisierten, mechanischen Prüfverfahrens, mit dem das Öffnungsverhalten von Packungen ermittelt werden kann zur Optimierung von Easy Opening-Verpackungskonzepten.
- Deutscher Verpackungspreis in Gold 2016 für die Entwicklung einer modularen Heiztechnologie für das Thermoformen flexibler Materialien

## Technikum
- für die Verpackungsentwicklung, insbesondere die Herstellung, Verarbeitung und Veredelung von Polymeren
- für die Lebensmittelentwicklung
- für Verarbeitungsmaschinen und Verpackungstechnik, insbesondere die Verarbeitung flexibler Materialien und industrielle Reinigungstechnologien

## Spezielle Analytikgeräte
- Rasterelektronenmikroskop (REM) mit energiedispersiver Röntgenmikroanalyse (EDX/RMA) und Kryopräparation
- PTR-MS (PTR-QMS und PTR-TOFMS) für online Messungen von flüchtigen organischen Verbindungen (VOCs)

## Kooperationen mit Universitäten und Hochschulen
- Technische Universität München: Lehrstuhl für Lebensmittelverpackungstechnik
- Technische Universität Dresden: Lehrstuhl für Verarbeitungsmaschinen / Verarbeitungstechnik – Jens-Peter Majschak
- Universität Erlangen-Nürnberg: Lehrstuhl für Lebensmittelchemie – Arbeitsgruppe Andrea Büttner
- Hochschule für angewandte Wissenschaften Kempten: Fakultät Maschinenbau, Studiengang Lebensmittel- und Verpackungstechnologie – Kajetan Müller
- Rheinisch-Westfälische Technische Hochschule Aachen (Uniklinik RWTH Aachen): Diagnostische und Interventionelle Neuroradiologie – Jessica Freiherr

## Ausgründungen
- AMIDORI Food Company GmbH & Co. KG
- Elosun GmbH
- Origin Foods
- Prolupin GmbH
- watttron GmbH